# Clã Nakatomi
O Clã Nakatomi (中臣氏, Nakatomi-Uji) era um clã aristocrata do Japão

## História
O Clã Nakatomi foi um clã influente no Japão Clássico . Junto com o Clã Inbe , o Nakatomi fazia parte dos clãs sacerdotais que supervisionavam os ritos nacionais, e reivindicavam descendência divina, "apenas um grau menos sublime do que os antepassados imperiais" . Durante reinado do Imperador Jimmu nomeou como Saishu (Sumo Sacerdote) o líder do Clã Nakatomi. Depois do Século VIII o cargo passou de líder para líder desse clã . Embora suas posses materiais não fossem as mais extensas, seu prestigio e importância, durante seu auge, só eram inferiores aos da Casa Imperial .
Um ritual particularmente importante que o líder do clã Nakatomi supervisionava era o Oharai (o ritual da purificação), realizado duas vezes por ano, no qual o Saishu solicitava ao kami para limpar os espíritos de todas as pessoas de suas impurezas .

## Período Asuka
Como resultado da sua relação com os rituais, durante período Asuka os Nakatomi lideraram a ala que foi contra a introdução do budismo no Japão (Século VI). No entanto, sob a liderança  de Nakatomi no Kamatari , no início do Século VII, o clã muda de lado (resultado da lealdade e estreita ligação de Kamatari com a família imperial) apoiando o príncipe Shotoku , o mais famoso defensor do budismo em toda a história do Japão, e mais tarde o Príncipe Naka-no-Ōe.
Os Nakatomi ajudaram a eliminar o clã Soga, fervorosos e ativos defensores do budismo, e que eram hegemônicos na administração imperial na época (ver Incidente de Isshi ) . A partir daí o clã passou a ser contestado por outros clãs que disputavam o poder e o prestígio na corte, principalmente pela influência que os Nakatomi tinham sobre a sucessão imperial. 
Até o Século VIII, os líderes do Nakatomi, eram os chefes hereditários do  Jingi-kan (神祇官, Departamento de Cultos) estabelecido pelo Código de Taihō em 701 .

## Precursor dos Fujiwara
Indiscutivelmente ao líder do clã mais conhecido, Nakatomi no Kamatari foi concedido o nome Fujiwara pelo Imperador Tenji como uma recompensa para o serviço leal ao soberano. Kamatari foi fundador do clã Fujiwara , que acumulou prestígio e poderes extraordinários no período Heian (794-1185) .